# Gigliato

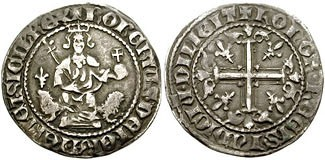
Gigliato, geprägt unter Robert von Anjou, um 1310

Der Gigliato (italienisch giglio = Lilie) war eine italienische Münze, d. h. Groschen des Mittelalters, der seinen Namen dem abgebildeten Gilgenkreuz verdankte. Karl II. führte ihn zunächst als Carlino 1303 ein.
Besonders im Königreich Neapel wurde er als den französischen Turnosen adäquate Silbermünze während des 14. Jahrhunderts geprägt. Gemeinsames Kennzeichen blieb dabei der umlaufende Kranz von in der Regel zwölf Lilien.
Auch in der Levante, im burgundischen Königreich Arelat und in Ungarn war er bei einem Gewicht von 4 g (3,7 g fein) besonders beliebt und erfreute sich zahlreicher Nachprägungen.